# ブロードキャスト (バンド)
ブロードキャスト（Broadcast）は、イギリス・バーミンガムのロックバンド。トリッシュ・キーナンとジェイムズ・カーギルの2人を中心として1995年に結成。2024年に活動終了予定。

## 概要
1960年代サイケデリック・ロックや初期の電子音楽に影響されたサウンドとサンプリングを組み合わせた音楽性によりカルト的人気を獲得した。
バンドメンバーは中心メンバーのトリッシュ・キーナンとジェイムズ・カーギルを除き定期的に交代していたが、2005年以降はキーナンとカーギルの2人での活動となり、 2011年まで継続された。
後述する2011年にキーナンが亡くなり、その後もカーギルによって2013年まで新曲のリリースが続けられた。2015年以降は所属するワープ・レコーズよりデモ作品が次第にリリースされ、2024年には最終作『Distant Call - Collected Demos 2000-2006』がリリースされる予定。

## 経歴

### 1995年〜1999年: バンド結成
1990年代中期、フォークデュオ「ヘイワード・ウィンターズ」のメンバーであったトリッシュ・キーナンは、センセーテリア・サイケデリア・クラブでジェイムズ・カーギルと出会い、1995年に前身となるバンド、パンナム・フライト・バッグを結成する。いくつかの公演を経たのち、バンドは現在のブロードキャストに改名し、音楽活動を再開する。
バンドの最初のリリースは1996年、Wurlitzer Jukebox Recordsから発売された7インチシングル「Accidentals」まで遡る。同シングルはジョゼフ・ロージー監督の1967年の映画『できごと』をモチーフに制作された。11月、初のEP『The Book Lovers』をリリース。また同年にはジョン・ピールのピール・セッションズへ楽曲を提供している。
1997年より、バンドはワープ・レコーズへ移籍し、7月には2つのEPとシングルを収録したコンピレーション・アルバム『Work and Non Work』をリリース。1999年にはシングル「You Can Fall」を制作。同曲はリン・ラムジー監督の2002年の映画『モーヴァン』のサウンドトラックに収録された。

### 2000年〜2010年: スタジオアルバム
2000年3月、初のスタジオアルバム『The Noise Made by People』をワープよりリリース。同作は独自のサウンドを確立するために3人のプロデューサーを介した上、最終的にバンドが保有するスタジオでレコーディングが行われた。制作期間は2年に渡り、キーナンはインタビューで「アルバムを良くする為に、ただただ金を無駄にした期間だった」と冗談を交えて語っている。同年、バンドは『Extended Play』『Extended Play Two』の2作のEPをリリース。
2003年、2作目のアルバム『Haha Sound』をリリース。これに先立ち2つのEP『Microtronics Volume 01』、『Pendulum』もリリースされた。アルバムのレコーディングは各地で断片的に行われ、キーナンは「その狭苦しさと暗さがミックスを僅かながら容易にしてくれる」として段ボール箱を頭からかぶった状態でボーカルを録音し、ドラマーのブロックは近隣の教会でドラムを演奏、録音した。同作はアメリカにおいてバンド初のチャート入りを果たし、米ビルボード誌の「トップ・ダンス/エレクトロニック・アルバム」部門で第8位を記録した。また、同作のツアー中にジェレミー・バーンズがドラマーとして加入し、ライブにおいてドラムパートを担当した。
アルバムのリリース後、メンバーの1人であったティム・フェルトンが、プローンのビリー・ベインブリッジとの合同プロジェクトであるシーランドを結成するためにバンドを脱退。
2005年9月、3作目のアルバム『Tender Buttons』をリリース。同作以降はキーナンとカーギルの2人構成となる。制作にあたりサポートメンバーとしてアッシュ・シーランがドラムを、ジェイムズ・カーギルの兄弟であるビル・カーギルがギターとキーボードをそれぞれ担当した。
2006年、1999年〜2003年に制作されたカップリング曲や未発表音源を収録したコンピレーション『The Future Crayon』をリリース。
2009年10月、バンドはエレクトロニック・ミュージシャンのザ・フォーカス・グループと共作で『Broadcast and The Focus Group Investigate Witch Cults of the Radio Age』をリリース。
2010年5月、マット・グレイニングがキュレートするオール・トゥモローズ・パーティーズのセットメンバーに選出され、7日にはサマセット・マインヘッドで公演を行った。

### 2011年〜2024年: キーナンの死、デモ音源リリース
2011年1月14日、トリッシュ・キーナンがH1N1感染症と併発した肺炎により他界。唯一のメンバーとなったカーギルはUnder the Radar誌のインタビューで、新しいアルバムが制作中であり、キーナンが死の数日前までボーカルのレコーディングを行っていた事に触れながら、「トリッシュは沢山のテープや4曲のトラックを書き、僕はそれらに目を通していた。それ（アルバム）は困難だったと同時に、僕はそれと繋がっていた。それを素晴らしいと思う傍で、僕は喪失感に取り憑かれる。僕がこれからリリースするのは、アルバムの制作過程で抱いたこのような複雑な感情ではなく、彼女へ向けた記念碑や賛辞のようなものになると思う。」と述べ、将来のリリースについて言及し、彼女への称賛と哀惜の意を表した。
2012年、同年公開のイギリス映画「Berberian Sound Studio」の劇伴に起用される。2013年7月7日にサウンドトラックがリリースされた。
2015年3月には、ワープ・レコーズより全てのリリースが再販され、さらに2022年内に再び未発表音源をリリースする事が発表された。そして4月、3つのコンピレーション・シリーズ『Maida Vale Sessions』『Microtronics Volume 1&2』『Mother Is The Milky Way』をリリース。『Maida Vale Sessions』は既存楽曲をBBCのメイダ・ヴェール・スタジオで再録した作品集、『Microtronics Volume 1&2』は2003年のツアー中にリリースされたインストゥルメンタルをまとめた作品集、『Mother Is The Milky Way』はツアー中に配布されたCDを再編集したものである。ブロードキャストとしての新規楽曲のリリースは同作が事実上最後となった。
2024年、ワープ・レコーズより2つのデモ楽曲集が発売される。3月には先行トラックとして「Tears In The Typing Pool」と「Follow The Light」の2曲がリリースされた。5月、キーナンが生前に制作した4トラックと『Tender Buttons』期にMDに録音されたデモを収録した『Spell Blanket - Collected Demos 2006-2009』が発売。さらに2024年9月、過去作からのデモを中心に収録した『Distant Call - Collected Demos 2000-2006』を発売予定。

## その他のプロジェクト
メンバーの1人、ジェイムズ・カーギルは2017年、ザ・フォーカス・グループのジュリアン・ハウスと、ブロードキャストの元メンバーだったロイ・スティーヴンスとの共同プロジェクト、Children of Alice（アリスの子供たち）を結成し、2月にアルバムをリリースした。バンド名は不思議の国のアリスをインスピレーションとして挙げたトリッシュ・キーナンへ捧げられたものである。

## バンドの特色

### 音楽性
電子音楽の要素と1960年代に影響されたトリッシュ・キーナンのボーカルが融合した独特のサウンドは、サイケデリックバンドのザ・ユナイテッド・ステイツ・オブ・アメリカの影響を強く受けており、同バンドからエフェクトの多くを引用している。一方では、様々な音源やフィールドレコーディングを活用したサンプリングも行う。彼らの楽曲は主にサイケデリック・ポップ、ドリーム・ポップ、アヴァン・ポップ、およびスペース・ポップとして形容される。こうした前代の文化に触発された彼らの音楽は、2000年代に流行したホーントロジーという音楽トレンドの一つとしても紹介されている。また、キーナンはバンドの音楽制作に映画音楽の影響が絡んでいる事を明言しており、実際に2007年のインタビューでは「アルバム毎に架空の映画のサウンドトラックを作ることを想像している」と話している。
活動初期、バンドはポーティスヘッドやステレオラブといったロックバンドとよく比較された。キーナンはフォークソングからの影響を色濃く受けていたが、同様のジャンルを好まないカーギルの意向もあり初期はその影響をわずかに留めていたものの、バンドの音楽性が実験的なものからオープンなものへと変化するにつれ、徐々にフォークの要素を取り入れるようになっていった。
バンドが重視する他の要素としては、サイエンス・フィクション的な風情や曲解されたジャズ・スウィングの要素（主に初期の作品に顕著）が挙げられ、米Fact Magazine曰く「アメリカのサイケデリック・バンドに対するヨーロッパ的な感性を生み出している」とされる。

### 使用機材など
2003年の米エレクトロニック・ミュージシャン誌のインタビューによれば、ギターのレコーディングではダイレクト・ボックスなどの変換器を用いず全ての音源をマイクに録音している。ビブラフォン、ティンパニ、クラリネット、オルガン等の楽器は予めスピーカーへ録音した状態でマイクに録音される。
個人スタジオでのレコーディングにはAKG BX-15やフォステクス製ステレオラックモニターの他に、フェンダー製アンプから流用したスプリングリバーブユニットを使用している。さらに当時はハードディスクレコーディング用のMOTU 2408、PowerPC G4、フェンダー・ローズ、VOXコンチネンタル、KORG MS-20なども使用していた。
デジタル環境での制作においては時折reFX QuadraSidやNative Instruments Reaktor等のソフトウェアを使用していた。『Haha Sound』の制作時、キーナンはインタビューにて、デジタル制作にも関連しつつ「私たちはミニマル的なアプローチに注力した。サウンドの装飾は控えめにし、トラック内で繰り返されるパートに重点を置いた」と語っている。

### ライブパフォーマンス
活動当初、キーナンはステージフライト（人前でのパフォーマンスの直前やその最中に過度な緊張や不安を感じる現象）に悩まされていたが、のちに克服している。1998年のインタビューにおいて、キーナンは「はじめは公演の日になると一日中緊張が解けなかったが、今はステージに顔を見せる時しか緊張しない。歌を通して私の心を伝えることができる。だから主演としてライブパフォーマンスを行うことは、私にとって自信を持たせてくれる機会でもある」と語っている。

## メンバー
- ジェイムズ・カーギル (James Cargill) - ベース、プロダクション（1995-2013年）
- トリッシュ・キーナン (Trish Keenan) - ボーカル・ギター・キーボード（1995-2011年、2011年没）
- ロイ・スティーヴンス (Roj Stevens) - キーボード（1995-2000年）
- ティム・フェルトン (Tim Felton) - ギター (1995-2005年)
- スティーブ・パーキンス (Steve Perkins) - ドラムス (1995-2000年)
- キース・ヨーク (Keith York) - ドラムス（2000-2003年）
- フィル・ジェンキンス (Phil Jenkins) - ドラムス （2003年）
- ジェレミー・バーンズ (Jeremy Barnes) - ドラムス （2003年）
- ニール・ブロック (Neil Bullock) - ドラムス （2003-2005年）
- ビリー・ベインブリッジ (Billy Bainbridge) - キーボード （2003年）
- ビル・カーギル (Bill Cargill) - ギター、キーボード（2005-2006年）
- アッシュ・シーハン (Ash Sheehan) - ドラムス（2005-2006年）

## ディスコグラフィ

### スタジオアルバム
- The Noise Made by People（2000年、Warp）
- Haha Sound（2003年、Warp）
- Tender Buttons（2005年、Warp）